# DNS round-robin
Ne doit pas être confondu avec Domain Name System.
 (mars 2022).
Le DNS round-robin (en français « tourniquet » DNS, le terme « round-robin » est un terme anglais provenant du français « ruban rond », une sorte de tourniquet, modifié par idiotisme) est une des techniques de répartition de charge consistant à associer plusieurs adresses IP à un nom de domaine pleinement qualifié (FQDN) afin de répartir les réponses à un service sur plusieurs serveurs, suivant un algorithme d'ordonnancement de type round-robin.
Elle est utilisée lorsque l'entreprise ne possède pas de répartiteurs de charges et que les serveurs sont sur des réseaux distincts.
Une rotation circulaire entre ces différentes adresses permet ainsi de répartir la charge entraînée par un trafic important entre les différentes machines ayant ces adresses IP.
À chaque requête DNS d'un client, la résolution donnée est différente. Le client conserve ensuite dans son cache DNS l'adresse IP utilisée, ce qui permet de conserver une relative stabilité dans la gestion des sessions du service.

## Exemple
Un exemple est le pool de ntp.org, les serveurs ntp répartis un peu partout dans le monde sont accessibles via des noms d'hôtes globaux et plus locaux, eu.pool.ntp.org contiendra l'ensemble des serveurs européens, fr.pool.ntp.org se limitera à ceux disponibles en France :
```
fr.pool.ntp.org.        150     IN      A       88.190.208.249
fr.pool.ntp.org.        150     IN      A       88.191.228.144
fr.pool.ntp.org.        150     IN      A       193.55.167.2
fr.pool.ntp.org.        150     IN      A       5.135.152.40
```

Un client qui voudra utiliser ce service choisira l'une des adresses. Si le nombre de clients est assez important, cela aboutira à une distribution homogène de la charge entre les serveurs.

## Inconvénients de la technique
Il n'y a pas d'automatisme pour la sortie de pool d'un serveur, il faut qu'un programme de test externe aille modifier le DNS.
Lorsque le DNS est modifié, il faut encore attendre un certain délai nommé Time to live pour que l'ancienne adresse IP ne soit plus utilisée par les clients qui l'avaient placée en cache.

## Avantage de la technologie
Les serveurs n'ont pas à être sur le même réseau, ni gérés par le même prestataire.